# Speculator
Speculator es una villa ubicada en el condado de Hamilton en el estado estadounidense de Nueva York. En el año 2000 tenía una población de 348 habitantes y una densidad poblacional de 3 personas por km².

## Geografía
Speculator se encuentra ubicada en las coordenadas 43°31′37″N 74°21′47″O / 43.52694, -74.36306.

## Demografía
Según la Oficina del Censo en 2000 los ingresos medios por hogar en la localidad eran de $33,393, y los ingresos medios por familia eran $43,750. Los hombres tenían unos ingresos medios de $33,750 frente a los $20,417 para las mujeres. La renta per cápita para la localidad era de $25,089. Alrededor del 4.3% de la población estaban por debajo del umbral de pobreza.